# Manos del Uruguay
Manos del Uruguay es una organización sin fines de lucro formada por cooperativas que producen en forma artesanal, que trabaja con mujeres que se encuentran en zonas rurales de Uruguay, para el fomento de su trabajo desde 1968.

## Características
En Manos del Uruguay las mujeres rurales hacen el diseño y tejen prendas de todo tipo, fundamentalmente hilados, ya sea para el mercado local uruguayo o para marcas internacionales. El objetivo de Manos del Uruguay es terminar con la pobreza, habilitando a los artesanos mejorar económicamente, mejorar la calidad de los productos y que puedan desarrollarse. La organización está formada por cooperativas que producen en forma artesanal. Los objetivos que tiene la organización son ir creando fuentes de trabajo para las mujeres que están ubicadas en el interior del país, también fomentarlas económicamente y de forma social, valorando su trabajo. Aproximadamente trabajan 250 artesanas que se encuentran en todo el interior del Uruguay. También trabajan junto a artistas y artesanos que son independientes, que usan todo tipo de materia prima, promoviendo la identidad uruguaya.
La empresa vende 47 mil prendas y 30 mil artesanías aproximadamente en el mercado local.
Están en Holanda, Bélgica y Francia. De esa manera, venden ponchos, triángulos y ruanas.
Es muy difícil acceder a las prendas de manos del Uruguay en Uruguay, ya que las prendas tienen un precio elevado. La explicación que el gerente de Manos del Uruguay da es que los precios son respuestas a un sistema de producción costoso; con cierta logística institucional, ya que el trabajo es llevado  a la casa de las artesanas, y éstas se encuentran en cualquier parte del Uruguay.
Algunas personas famosas visten prendas de Manos del Uruguay, como Greta Thunberg.

## Lista de locales
- Montevideo Shopping
- Punta Carretas Shopping
- Outlet (Montevideo, San José 1111)
- Carrasco (Montevideo)
- Punta del Este, (Gorlero frente al Casino)
- La Barra, (Maldonado)